# Stuhr
Stuhr är en kommun i Landkreis Diepholz i Niedersachsen, Tyskland. Kommunen ligger sydväst om Bremen. Motorvägarna A1 och A28 möts i en motorvägskorsning sydväst om orten Stuhr.

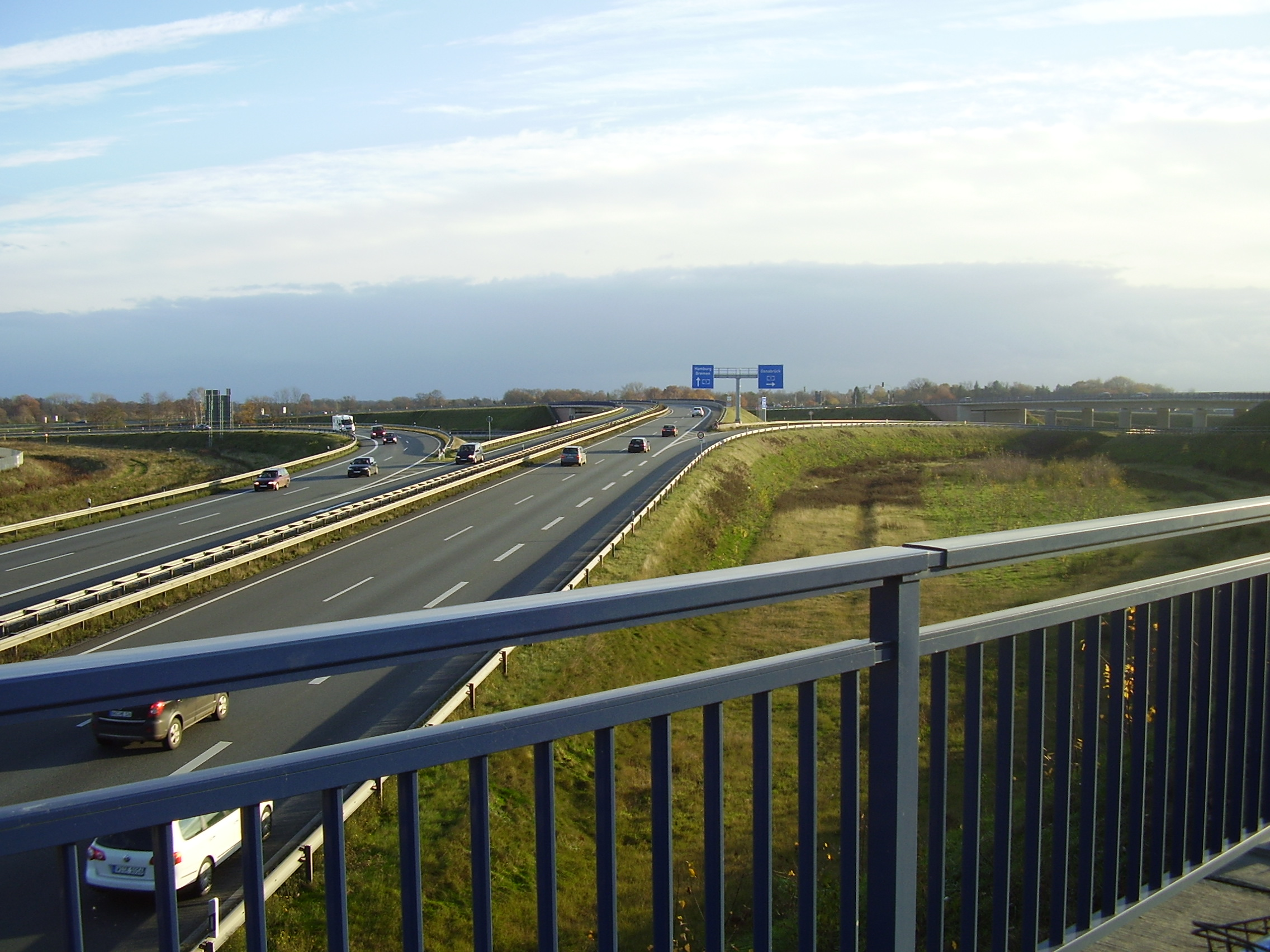
Korsningen där A1 och A28 möts